# Kräftbur

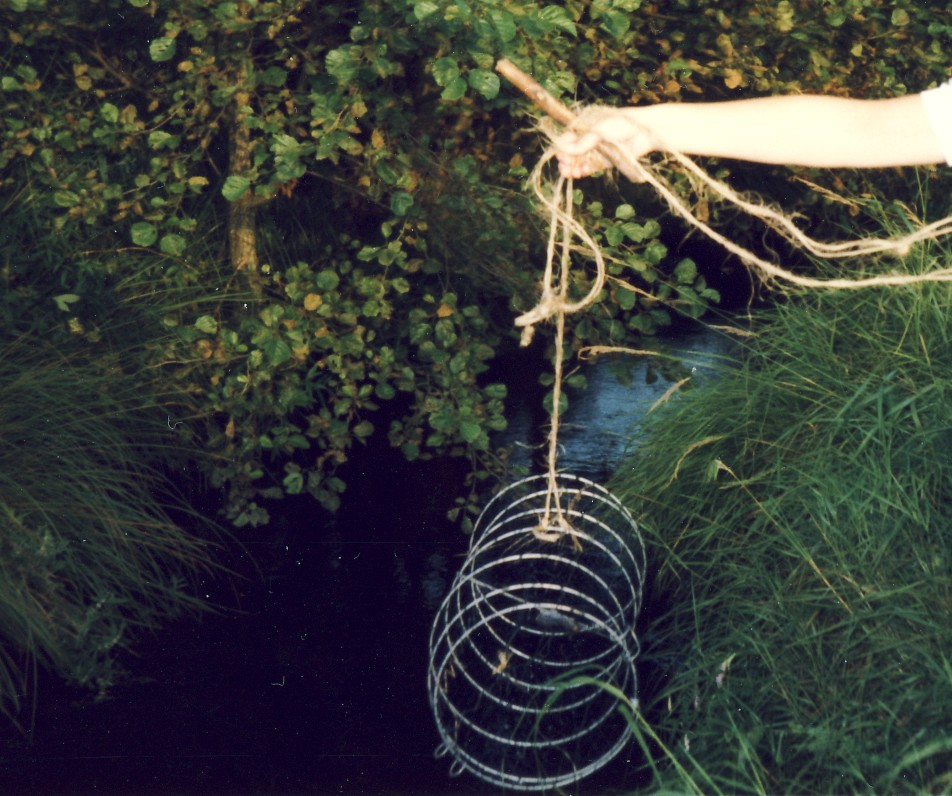
En kräftbur sätts ut i ån

En kräftbur är ett fiskeredskap som används vid kräftfiske. Den är en sorts mjärde.
Burarna är ofta tillverkad av tyg- eller plasttråd med centimeterstora maskor, men kan ha lite olika utseende. En del kan liknas vid en cylinder med trattformade öppningar i vardera ände, andra har en trattformad öppning ovanpå själva buren. Gemensamt är dock att de har dessa öppningar, riktade inåt själva buren. Kräftorna lockas att gå in genom den trattformade öppningen genom att något ätbart, en åtel, placeras inuti buren. När de väl kommit in kan de inte ta sig ut.